# Baʿal I.
Baʿal I. war von 680 bis 660 v. Chr. König von Tyros. Er schloss mit dem assyrischen Großkönig Aššur-aḫḫe-iddina einen Vasallenvertrag, der einerseits die Handelsrechte von Tyros festsetze und ihn andererseits verpflichtete, dem Assyrer im Kampf gegen Abdi-Milkutti von Sidon Beistand zu leisten. Im Rahmen von Aššur-aḫḫe-iddinas Ägyptenfeldzug wechselte Baʿal I. jedoch die Fronten und stellte sich gemeinsam mit Taharqa gegen die Assyrer. Tyros wurde infolgedessen belagert, wobei nicht klar ist, ob die Stadt erobert werden konnte. Bekannt ist jedoch, dass Baʿal I. den Assyrern nun Tribut leisten musste.